# Ladirat
Ladirat är en kommun i departementet Lot i regionen Occitanien i södra Frankrike. Kommunen ligger i kantonen Latronquière som tillhör arrondissementet Figeac. År 2022 hade Ladirat 89 invånare.

## Befolkningsutveckling
Antalet invånare i kommunen Ladirat
| Referens: INSEE |